# Aldearrubia
Aldearrubia è un comune spagnolo di 530 abitanti situato nella comunità autonoma di Castiglia e León, provincia di Salamanca.